# Sierra Nevada nationalpark
Sierra Nevada nationalpark är en spansk nationalpark som ligger i Sierra Nevada, vars område är uppdelat på Granada (65 procent av parken) och Almería (35 procent) i den autonoma regionen Andalusien. Den sträcker sig från Alpujarra och Marquesado till Lecrindalen.

## Geografi och natur
Några av topparna på bergen i parken är över 3 000 meter höga. Här finns cirka 60 arter av växter som är endemiska i detta område. Här finns stora populationer av grävlingar och vildkatter, tillsammans med många andra arter. Inne i parken erbjuds besökare olika aktiviteter, bland annat skidåkning och snowboard. Sierra Nevada erbjuder många fler attraktioner under hela året, till exempel vandring, klättring, skärmflygning, ridning, och fågelskådning.
I utkanten av parken finns den botaniska trädgården i Cortijuela som studerar och bevarar parkens endemiska arter.

## Bildgalleri

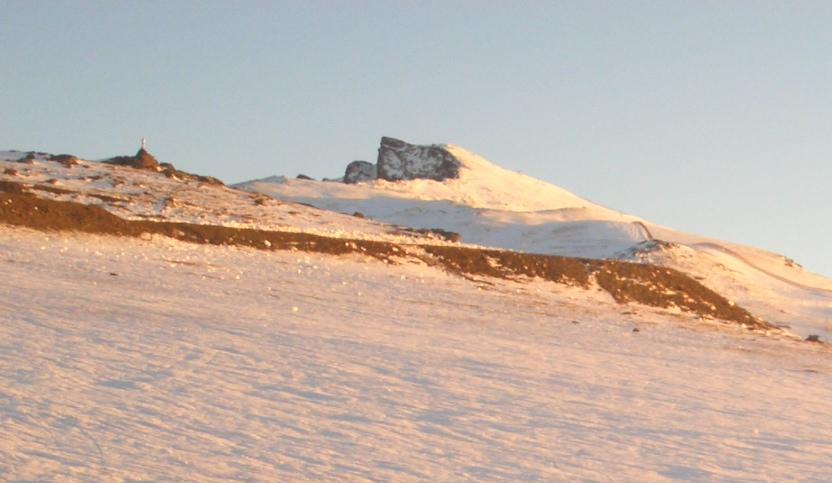
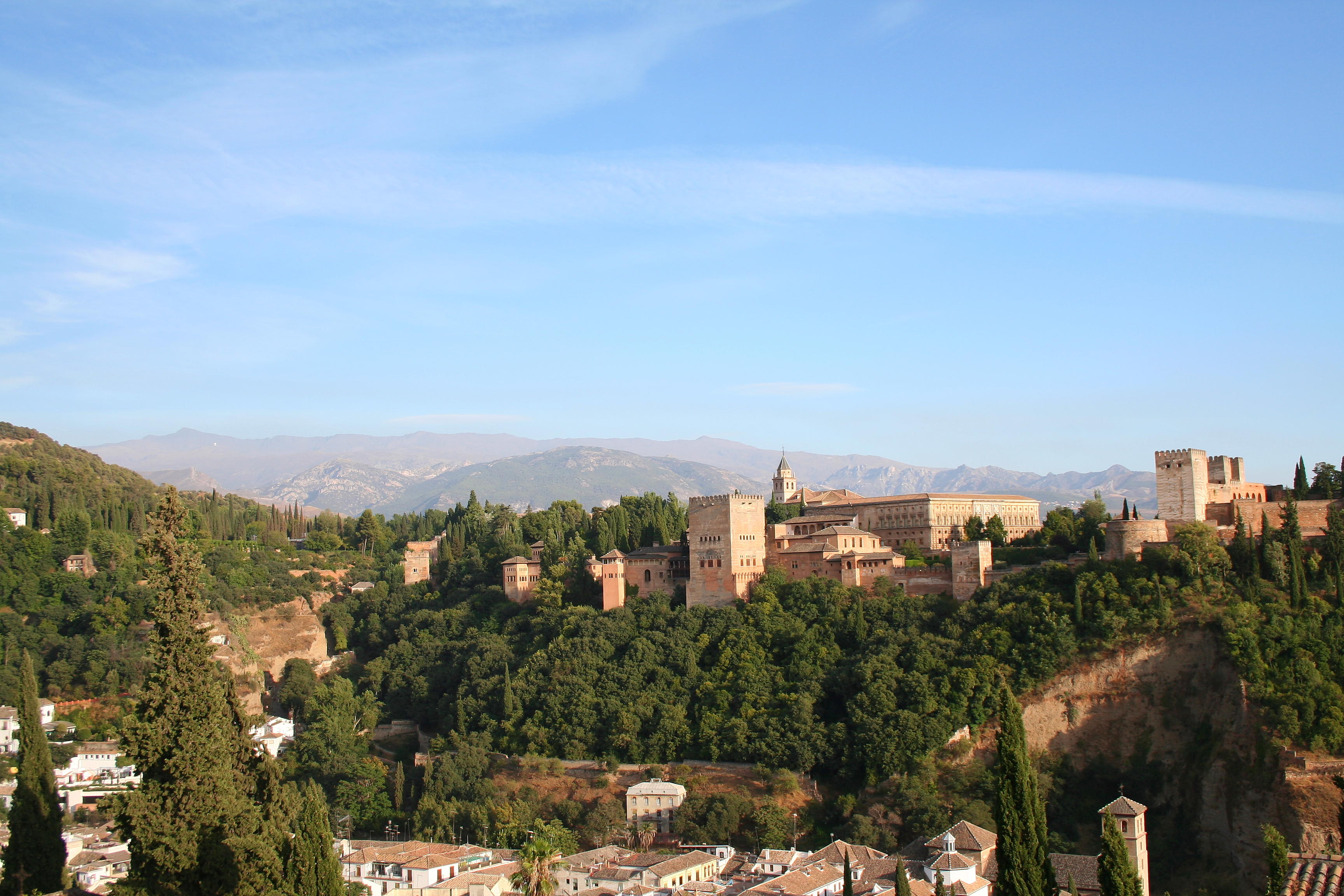